# Villacerf
Villacerf est une commune française, située dans le département de l'Aube en région Grand Est.

## Géographie
Passent au territoire Le Melda et la Rivière-Neuve, la D 78 et la D 165. Le cadastre de 1838 cite la Croix de la Pointe ou du Chemin, la Grande Allée, le Linon, Rougemont et le Vigneux, comme lieux-dits.

### Communes limitrophes
| Savières | Chauchigny | Chapelle-Vallon |
|          | Villacerf  |                 |
| Payns    |            | Mergey          |

### Hydrographie
La commune est dans la région hydrographique « la Seine de sa source au confluent de l'Oise (exclu) » au sein du bassin Seine-Normandie. Elle est drainée par la Fausse, le Melda, le Fossé la Neuve Rivière, le Fossé la Noue et le Fossé la Noue Violette,.
La Fausse, d'une longueur de 10 km, prend sa source dans la commune de Sainte-Maure et se jette  dans le Melda sur la commune, après avoir traversé six communes. 
Le Melda, d'une longueur de 24 km, prend sa source dans la commune de Lavau et se jette  dans la Seine à Savières, après avoir traversé huit communes. 

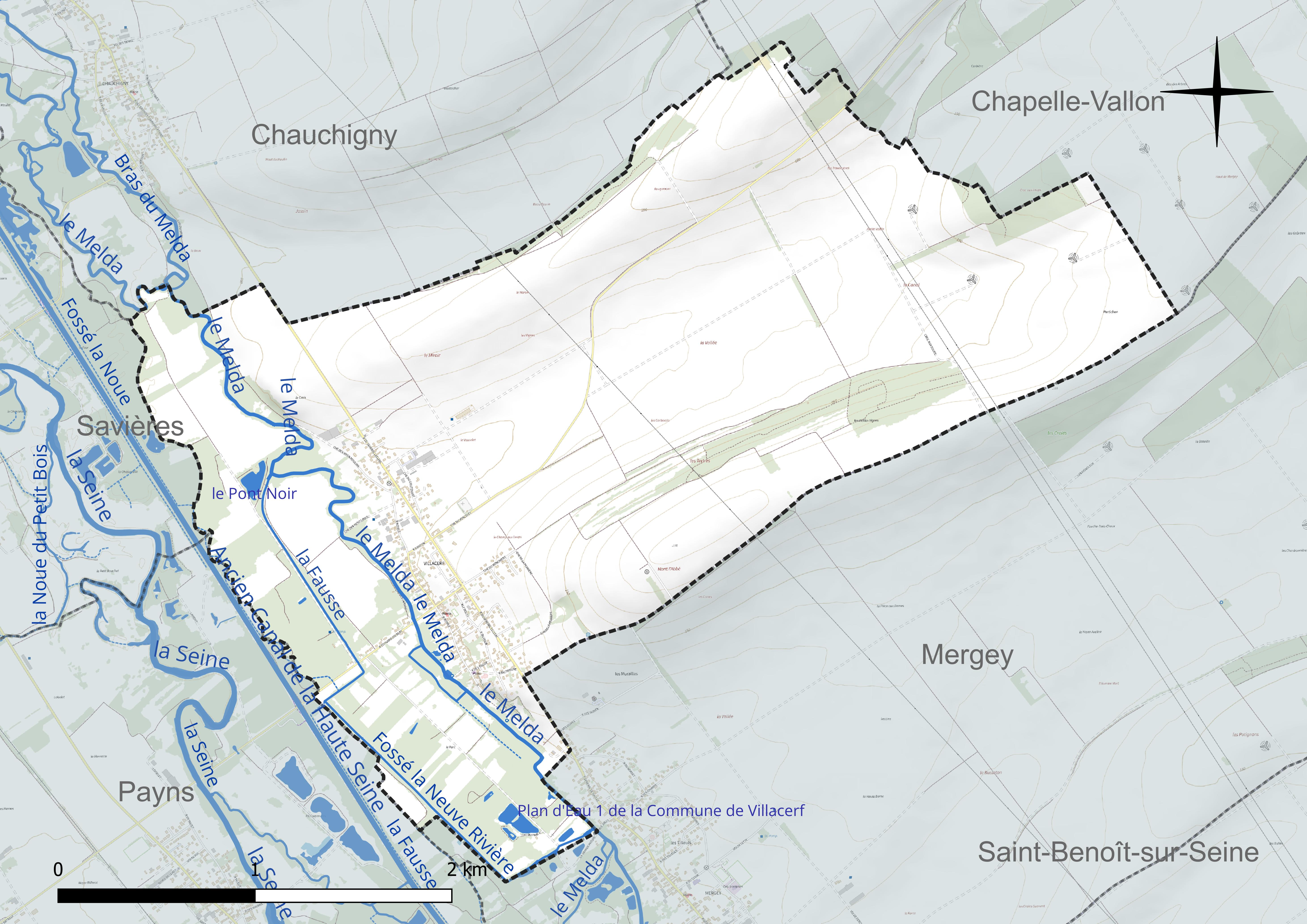
Réseau hydrographique de Villacerf.

Deux plans d'eau complètent le réseau hydrographique : le plan d'eau 1 de la commune de Villacerf (1,4 ha) et le Pont Noir (1,2 ha),.

### Climat
Pour des articles plus généraux, voir Climat du Grand Est et Climat de l'Aube.
En 2010, le climat de la commune est de type climat océanique dégradé des plaines du Centre et du Nord, selon une étude du Centre national de la recherche scientifique s'appuyant sur une série de données couvrant la période 1971-2000. En 2020, Météo-France publie une typologie des climats de la France métropolitaine dans laquelle la commune est exposée à un climat océanique altéré et est dans la région climatique  Nord-est du bassin Parisien, caractérisée par un ensoleillement médiocre, une pluviométrie moyenne régulièrement répartie au cours de l’année et un hiver froid (3 °C). 
Pour la période 1971-2000, la température annuelle moyenne est de 10,7 °C, avec une amplitude thermique annuelle de 15,9 °C. Le cumul annuel moyen de précipitations est de 776 mm, avec 12,8 jours de précipitations en janvier et 7,9 jours en juillet. Pour la période 1991-2020, la température moyenne annuelle observée sur la station météorologique de Météo-France la plus proche, « Troyes-Barberey », sur la commune de Barberey-Saint-Sulpice à 7 km à vol d'oiseau, est de 11,3 °C et le cumul annuel moyen de précipitations est de 644,6 mm. 
La température maximale relevée sur cette station est de 41,8 °C, atteinte le 25 juillet 2019 ; la température minimale est de −23 °C, atteinte le 17 janvier 1985,,. 
Les paramètres climatiques de la commune ont été estimés pour le milieu du siècle (2041-2070) selon différents scénarios d'émission de gaz à effet de serre à partir des nouvelles projections climatiques de référence DRIAS-2020. Ils sont consultables sur un site dédié publié par Météo-France en novembre 2022.

## Urbanisme

### Typologie
Au 1er janvier 2024, Villacerf est catégorisée bourg rural, selon la nouvelle grille communale de densité à 7 niveaux définie par l'Insee en 2022.
Elle est située hors unité urbaine. Par ailleurs la commune fait partie de l'aire d'attraction de Troyes, dont elle est une commune de la couronne,. Cette aire, qui regroupe 209 communes, est catégorisée dans les aires de 200 000 à moins de 700 000 habitants,.

### Occupation des sols
L'occupation des sols de la commune, telle qu'elle ressort de la base de données européenne d’occupation biophysique des sols Corine Land Cover (CLC), est marquée par l'importance des territoires agricoles (79 % en 2018), une proportion sensiblement équivalente à celle de 1990 (79,5 %). La répartition détaillée en 2018 est la suivante : 
terres arables (74,2 %), forêts (16,4 %), zones urbanisées (4,7 %), zones agricoles hétérogènes (4,4 %), prairies (0,4 %). L'évolution de l’occupation des sols de la commune et de ses infrastructures peut être observée sur les différentes représentations cartographiques du territoire : la carte de Cassini (XVIIIe siècle), la carte d'état-major (1820-1866) et les cartes ou photos aériennes de l'IGN pour la période actuelle (1950 à aujourd'hui).

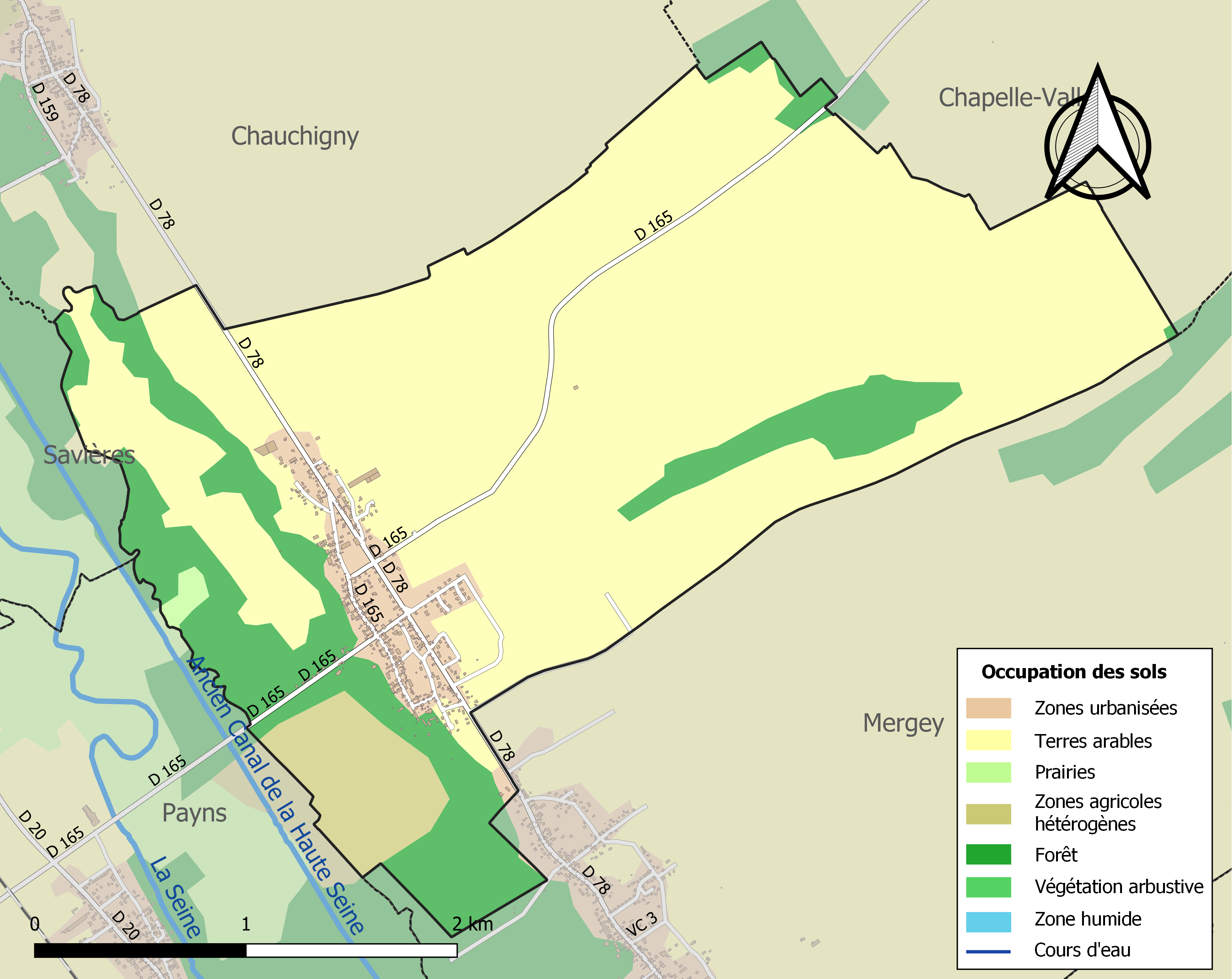
Carte des infrastructures et de l'occupation des sols de la commune en 2018 (CLC).

## Toponymie
Le village s'appelait autrefois Samblières, puis Saint-Sépulcre. Édouard Colbert lui donna son nom actuel en 1673. Selon Jacques Laffitte-Houssat, Villacerf serait le diminutif de Villare-Celum, c'est-à-dire Petit domaine rural.

## Histoire
Le village de Samblières est cité en 1155 lors d'une donation faite par Henri le Libéral au prieuré du Saint-Sépulcre du village. Le fief relevait de celui de Chappes et devint chef-lieu de Châtellenie par lettres patentes de 1632.
Une famille seigneuriale portant le nom de Saint-Sépulcre existe aux XIIe et XIIIe siècles, dont Beuve en 1114 ; Zacharie mort avant 1178 avec sa sœur Elisaneth. Beuves II cité en 1200 et Beuves III son fils. Eudes de Frolois dit aussi Ragot, connétable de Bourgogne et époux de Alix de Chappes, était seigneur de Champlost ; il relevait le nom de Saint-Sépulcre après l'extinction de la première race vers 1227.
Samblière était le siège d'un grenier à sel dont le siège fut vendu après avoir été saisi comme Bien national. En 1789, le village dépendait de l'intendance et de la généralité de Châlons, de l'élection et du bailliage de Troyes.

### Prieuré du Saint-Sépulcre
Il dépendait du prieuré de La Charité, il aurait été fondé par saint Adérald qui s'y serait retiré et y mourait au début du XIe siècle. Après une extension de ces biens par des donations des comtes de Champagne, une partie de ces biens fut aliénée au profit des templiers sur leurs biens à la Chapelle-Vallon. Une côte d'Adérald fut donnée par le prieur au chapitre Saint-Pierre de Troyes. En 1699 l'église du prieuré tombant en ruines, les objets du culte furent transférés en l'église paroissiale.
Le prieur était le seigneur de Vailly, avait à sa collation les cures de Bonnevoisine, Chapelle-Vallon, Mergey, Montagnon, Montsuzain, Trouan-le-Grand et Villacerf.

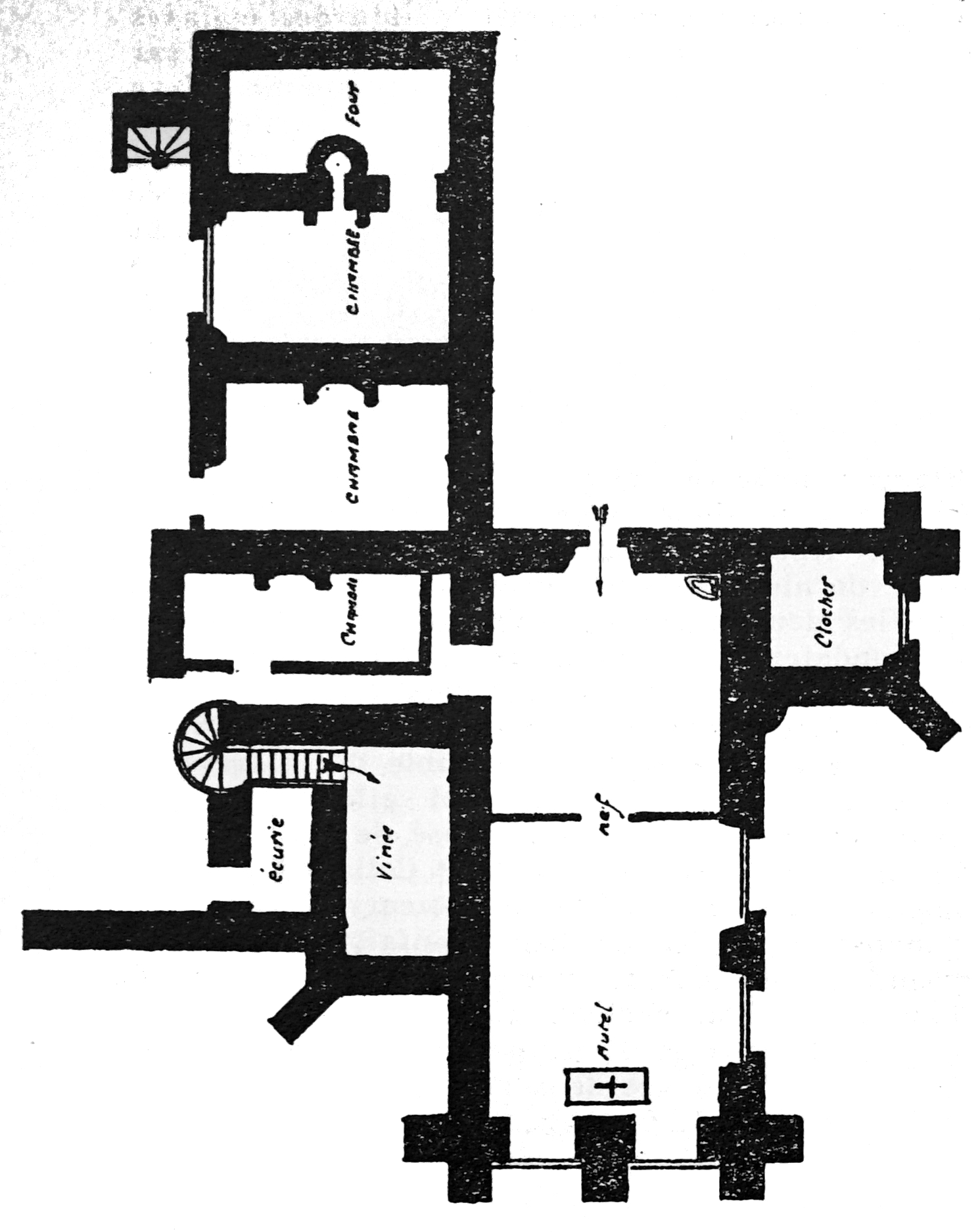
Relevé du prieuré.

## Politique et administration
Pendant la Révolution française, Villacerf a fait partie du canton de Saint-Lyé du 29 janvier au 29 décembre 1790 avant de devenir chef-lieu de canton. 
| Période                                  | Période  | Identité         | Étiquette | Qualité  |
| ---------------------------------------- | -------- | ---------------- | --------- | -------- |
| mars 2001                                | mai 2020 | M. Gilbert Faure | LR        | Retraité |
| mai 2020                                 | En cours | Kévin Poivez     |           |          |
| Les données manquantes sont à compléter. |          |                  |           |          |

Le maire Gilbert Faure accorde sa signature à Marine Le Pen pour la présidentielle de 2017.

## Démographie
Les habitants de Villacerf sont appelés les Villacerons et les Villaceronnes.

### Évolution démographique
L'évolution du nombre d'habitants est connue à travers les recensements de la population effectués dans la commune depuis 1793. Pour les communes de moins de 10 000 habitants, une enquête de recensement portant sur toute la population est réalisée tous les cinq ans, les populations de référence des années intermédiaires étant quant à elles estimées par interpolation ou extrapolation. Pour la commune, le premier recensement exhaustif entrant dans le cadre du nouveau dispositif a été réalisé en 2007.

En 2022, la commune comptait 600 habitants, en évolution de +2,74 % par rapport à 2016 (Aube : +0,7 %, France hors Mayotte : +2,11 %).
| 1793 | 1800 | 1806 | 1821 | 1831 | 1836 | 1841 | 1846 | 1851 |
| ---- | ---- | ---- | ---- | ---- | ---- | ---- | ---- | ---- |
| 335  | 357  | 397  | 360  | 418  | 390  | 396  | 400  | 422  |

| 1856 | 1861 | 1866 | 1872 | 1876 | 1881 | 1886 | 1891 | 1896 |
| ---- | ---- | ---- | ---- | ---- | ---- | ---- | ---- | ---- |
| 432  | 441  | 440  | 422  | 409  | 401  | 365  | 377  | 375  |

| 1901 | 1906 | 1911 | 1921 | 1926 | 1931 | 1936 | 1946 | 1954 |
| ---- | ---- | ---- | ---- | ---- | ---- | ---- | ---- | ---- |
| 377  | 360  | 352  | 312  | 351  | 326  | 290  | 310  | 314  |

| 1962 | 1968 | 1975 | 1982 | 1990 | 1999 | 2006 | 2007 | 2012 |
| ---- | ---- | ---- | ---- | ---- | ---- | ---- | ---- | ---- |
| 307  | 279  | 300  | 384  | 390  | 421  | 476  | 484  | 551  |

| 2017 | 2022 | - | - | - | - | - | - | - |
| ---- | ---- | - | - | - | - | - | - | - |
| 589  | 600  | - | - | - | - | - | - | - |

### Pyramide des âges
La population de la commune est relativement jeune.
En 2018, le taux de personnes d'un âge inférieur à 30 ans s'élève à 33,9 %, soit en dessous de la moyenne départementale (35,2 %). À l'inverse, le taux de personnes d'âge supérieur à 60 ans est de 23,6 % la même année, alors qu'il est de 27,7 % au niveau départemental.
En 2018, la commune comptait 309 hommes pour 289 femmes, soit un taux de 51,67 % d'hommes, largement supérieur au taux départemental (48,59 %).
Les pyramides des âges de la commune et du département s'établissent comme suit.
| Hommes | Classe d’âge | Femmes |
| ------ | ------------ | ------ |
| 1,3    | 90 ou +      | 1,4    |
| 3,3    | 75-89 ans    | 4,5    |
| 18,3   | 60-74 ans    | 18,5   |
| 19,4   | 45-59 ans    | 17,5   |
| 22,4   | 30-44 ans    | 25,7   |
| 15,8   | 15-29 ans    | 10,9   |
| 19,5   | 0-14 ans     | 21,5   |

| Hommes | Classe d’âge | Femmes |
| ------ | ------------ | ------ |
| 0,8    | 90 ou +      | 2,1    |
| 7,4    | 75-89 ans    | 10,2   |
| 17,4   | 60-74 ans    | 18,4   |
| 19,4   | 45-59 ans    | 19     |
| 17,8   | 30-44 ans    | 17,3   |
| 18,3   | 15-29 ans    | 15,9   |
| 19     | 0-14 ans     | 17,1   |

## Lieux et monuments

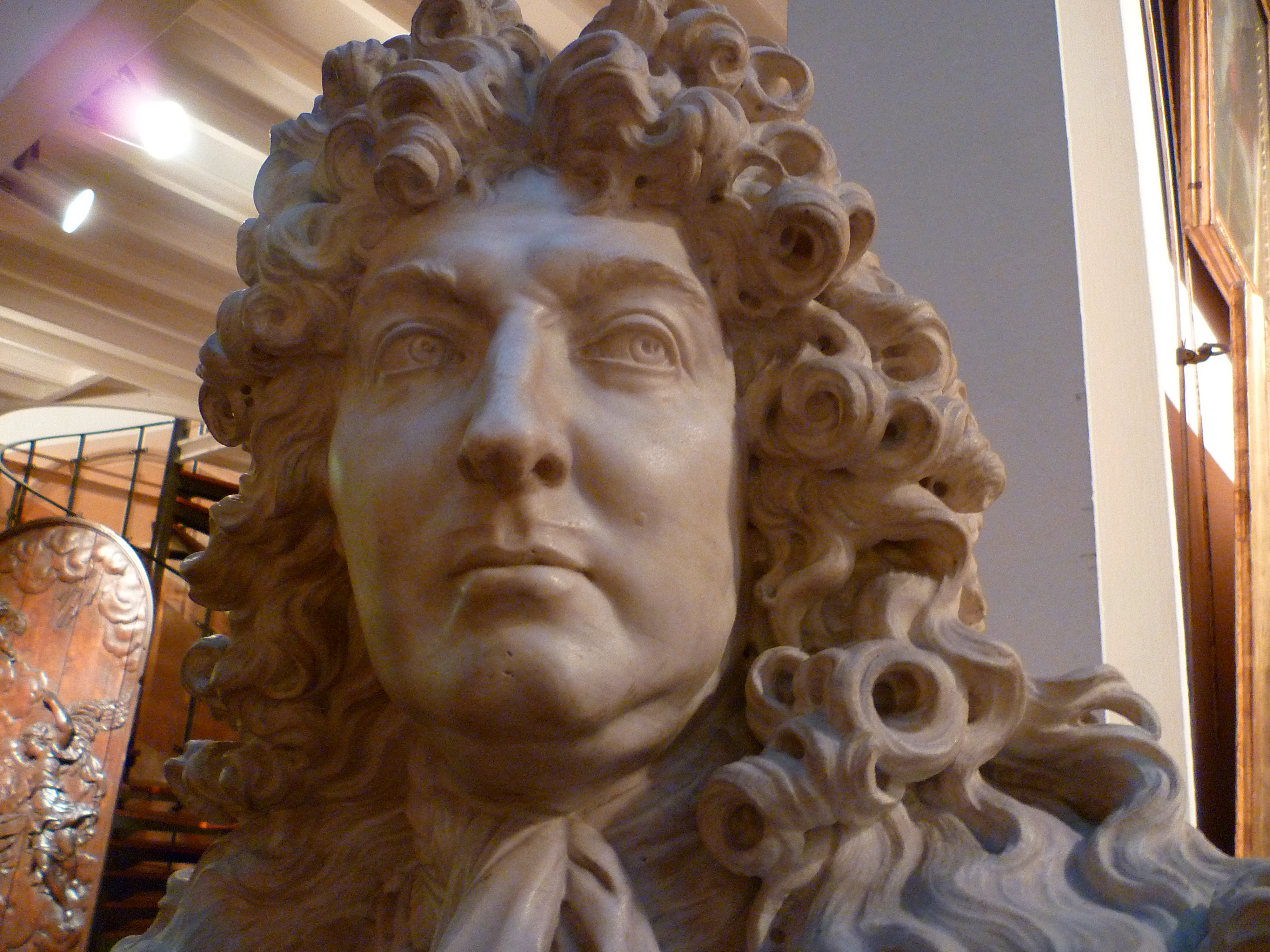
Buste de Louis XIV, autrefois au château de Villacerf.

- Château de Villacerf. Certaines des œuvres d'art qu'il contenait et qui furent confisquées lors de la Révolution sont exposées au musée Saint-Loup de Troyes.
- Église Saint-Jean-Baptiste de Villacerf, classée MH.

## Personnalité liée à la commune
- Édouard Colbert (1628-1699), marquis de Villacerf.